# J-113,397
J-113,397 es un fármaco opioide que fue el primer compuesto que se descubrió que es un antagonista altamente selectivo del receptor de nociceptina, también conocido como receptor ORL-1. Es cientos de veces más selectivo para el receptor ORL-1 que para otros receptores opioides, y sus efectos en animales incluyen la prevención del desarrollo de tolerancia a la morfina, la prevención de la hiperalgesia inducida por la administración intracerebroventricular de nociceptina (orfanina FQ), así como la estimulación de la liberación de dopamina en el cuerpo estriado, lo que aumenta los efectos gratificantes de la cocaína, pero puede tener aplicación clínica en el tratamiento de la enfermedad de Parkinson.